# Domenico Augusto Bracci
Domenico Augusto Bracci (Firenze, 11 ottobre 1717 – Firenze, 30 marzo 1795) è stato un antiquario italiano.

## Biografia
Domenico Augusto Bracci studiò nella sua città natale, lo stesso luogo in cui seguì i suoi principali interessi, ovvero il disegno, l'architettura e soprattutto le scienze antiche. Dopo gli studi, inizialmente ricoprì diversi incarichi pubblici a Firenze. A quel tempo era in contatto con il noto collezionista e studioso Philipp von Stosch e seguì da vicino il suo lavoro, in particolare quello sulle incisioni degli artisti sulle gemme. Nel 1747 si recò a Roma con una lettera di raccomandazione di Stosch per il cardinale Alessandro Albani. Qui fece da guida principalmente agli inglesi durante il loro Grand Tour, in particolare a Pompei, Ercolano e Napoli. 
Durante il periodo romano si ingraziò un'alta reputazione grazie alla sua prosecuzione del lavoro di Stosch sulle gemme sui cammei con le incisioni delle firme. Si garantì l'appoggio di molti mecenati, in particolare forestieri inglesi, che pagavano 10 zecchini per assicurarsi la dedica. Con questi soldi riuscì a impiegare incisori come Pietro Antonio Pazzi e Francesco Bartolozzi per le calcografie basate sui disegni di Giovanni Battista Casanova e Gaetano Savarelli. Una grave battuta d'arresto si verificò quando Bracci nel 1756 subì il furto di gran parte dei suoi disegni, di cui egli parlò nell'introduzione delle sue Memorie (p. XV) come la più importante delle cause che ritardarono l'edizione dell'opera terminata poi nel 1768. Un'ulteriore battuta d'arresto si verificò quando von Stosch commissionò al suo concorrente Johann Joachim Winckelmann la pubblicazione della sua collezione. Winckelmann usò anche incisioni inedite di Bracci per il catalogo pubblicato nel 1760 e fece dei commenti beffardi sui suoi pensieri e sull'autenticità delle supposte gemme antiche che, come si scoprì dopo, era effettivamente veritiera. Dopo la morte dell'antiquario papale Ridolfino Venuti nel 1763 Bracci sperava di succedergli, ma l'incarico fu affidato al suo rivale Winckelmann. 
Nel 1769 Bracci lasciò Roma e tornò a Firenze. Qui ricevette supporto del monsignor P. F. Foggini nel riscatto delle sue incisioni e dei disegni su lastre di rame perse (impegnati al Monte di pietà) e riuscì a dedicarsi alla pubblicazione delle sue ricerche. Nel 1771 pubblicò il suo primo scritto su un clipeo votivo. Nella prefazione affrontò le critiche di Winckelmann, che erano tutt'altro che favorevoli alla diffusione del libro e incontrarono un ampio rifiuto. Sebbene completata nel 1768, l'opera articolata in due volumi sulle gemme firmate non apparve fino al 1784 e al 1786, sia in italiano che in latino. In questo lavoro pubblicò soprattutto le famose gemme firmate presenti nell'opera di von Stosch e aggiunse solo alcuni nuovi pezzi moderni, presumibilmente antichi, che aveva identificato. Accettò ampiamente e senza critiche le attribuzioni e interpretazioni di Stosch, rilevando le sue stampe che erano di qualità migliore di quelle a sua disposizione. Il vero significato dell'opera era la sua appendice, che per la prima volta comprendeva un elenco di firme di artisti falsi e sospetti. Tuttavia il lavoro non poté avere un grande impatto, perché non fu realizzato più un terzo volume pianificato. A quel tempo, le costose unità di stampa venivano sostituite da raccolte di impronte relativamente più economiche. Dopo il piccolo successo, Bracci tentò di realizzare altre opere, come una descrizione dell'antica Roma, una storia di vita di Gaio Giulio Cesare, una storia dell'arte e una storia degli elefanti, che non furono più realizzate.  
In riconoscimento della sua ricerca, divenne membro della Royal Society of Antiquarius di Londra. Uno dei migliori intenditori di gemme del suo tempo, la sua ricerca sulle firme degli artisti, culminata nella lista delle firme sospette e inesatte, dette un contributo significativo e duraturo alla glittica e i suoi meriti furono riconosciuti da Heinrich Brunn a 75 anni dalla prima pubblicazione. 

## Opere
- Dissertazione sopra un clipeo votante spettatore alla famiglia Ardaburia trovato l'anno MDCCLXIX nelle vicinanze d'Orbetello ora presente nel museo di SAR Pietro Leopoldo Arciduca d'Austria, e granduca di Toscana. Lucca 1771. ( Arachne )
- Memorie degli antichi incisori che scolpiscono i loro nomi in gemme e cammei con molti monumenti inediti di antichità statua bassorilievi gemme opera. 2 volumi, Firenze 1784/1786.